# 虹桥艺术中心

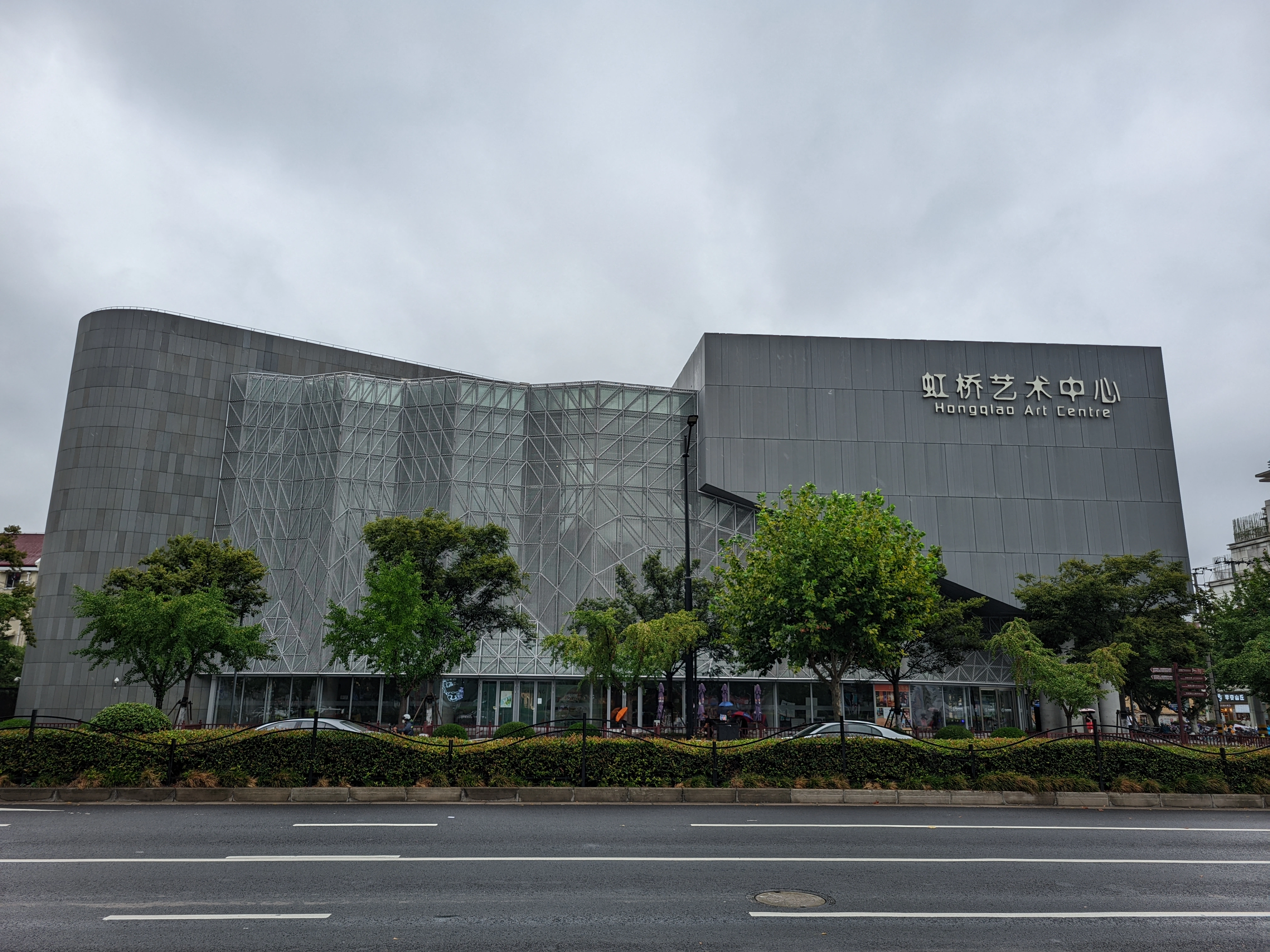
虹桥艺术中心

虹桥艺术中心（英語：Hongqiao Art Centre）是一座位于上海长宁区的文化场所，艺术中心。

## 历史
位于长宁区天山路888号。前身是天山电影院，1977年奠基动工，1979年10月1日建成开馆，总建筑面积为3506平方米，曾是上海长宁区最先进电影院。原电影院前东边有一15米高《飞天》雕塑。2012年5月电影院停业，同年9月进行改建工程。
2016年6月6日正式开业，更名为虹桥艺术中心，总建筑面积14301平方米，包括一个千人剧场和七个放映厅。

## 交通
- 上海轨道交通2号线，15号线娄山关路站